# Nagaina diademata
Nagaina diademata är en spindelart som beskrevs av Simon 1902. Nagaina diademata ingår i släktet Nagaina och familjen hoppspindlar. Inga underarter finns listade i Catalogue of Life.